# Карно, Сади
Николя́ Леона́р Сади́ Карно́ (фр. Nicolas Léonard Sadi Carnot; 1 июня 1796 (13 прериаля IV года Республики) — 24 августа 1832), более известный как Сади Карно — французский инженер, физик и математик, основоположник термодинамики.

## Биография
Сын известного революционера, военачальника, инженера и математика Лазара Карно, старший брат политического деятеля Ипполита Карно и дядя названного в его честь Сади Карно, в 1887—1894 годах президента Франции. Лазар Карно дал сыну третье имя (под которым он и вошёл в историю) в честь персидского поэта-суфия Саади Ширази.
Сади/Садий Карно получил хорошее домашнее образование. В 1812 году блестяще окончил лицей Карла Великого и поступил в Политехническую школу в Париже — лучшее на тот момент учебное заведение Франции, в числе преподавателей которого были Андре-Мари Ампер, Франсуа Араго, Жозеф Луи Гей-Люссак, Луи Жак Тенар и Симеон Дени Пуассон. Среди одноклассников Карно были Мишель Шаль и Гаспар-Гюстав Кориолис. В 1814 году он окончил Парижскую Политехнику шестым по успеваемости и был направлен в Инженерную школу в городе Мец, после завершения которой в 1816 году был распределён в инженерный полк, где провёл несколько лет. За это время случились «Сто дней» Наполеона Бонапарта, назначившего отца Карно министром внутренних дел во время; после окончательного поражения императора и возвращения монархии Людовика XVIII в 1815 году Лазар Карно был вынужден покинуть страну. 
Сыну деятеля Великой французской революции и создателя Французской революционной армии нелегко приходилось в годы реставрации Бурбонов, а его многочисленные отчёты по инспектированию фортификационных сооружений попросту игнорировались, но в 1819 году он выиграл конкурс на замещение вакансии в Главном штабе корпуса в Париже и перебрался туда. В Париже Карно продолжил обучение. Посещал лекции в Сорбонне, Коллеж де Франс, Консерватории Искусств и Ремёсел. Там он познакомился с химиком Никола Клеманом, занимавшимся изучением газов. Общение с ним вызвало интерес у Карно к изучению паровых машин.
И в 1824 году вышла первая и единственная работа Сади Карно — «Размышления о движущей силе огня и о машинах, способных развивать эту силу» (Réflexions sur la puissance motrice du feu et sur les machines propres à développer cette puissance). Эта работа считается основополагающей в термодинамике. В ней был произведён анализ существовавших в то время паровых машин, и были выведены условия, при которых КПД достигает максимального значения (в паровых машинах того времени КПД не превышал 2 %). Помимо этого там же были введены основные понятия термодинамики: идеальная тепловая машина (см. тепловая машина), идеальный цикл (см. цикл Карно), обратимость и необратимость термодинамических процессов. По сути, Карно сформулировал первое (закон сохранения энергии) и второе начала термодинамики (в формулировке «Наибольший КПД теплового двигателя не зависит от рабочего тела и определяется только температурой, в пределах которой двигатель работает», в которой вместо энтропии фигурирует тепло).
В 1828 году Карно оставил военную службу. Он много работал, при том что в 1830 году произошла очередная французская революция. Умер Карно в 1832 году от холеры. По правилам всё его имущество, в том числе и бумаги, было сожжено. Таким образом, его научное наследие было утрачено. Уцелела только одна записная книжка — в ней сформулировано первое начало термодинамики.

## Сочинения
- Réflexions sur la puissance motrice du feu et sur les machines propres а développer cette puissance, nouv. éd., P., [1953] (в русском переводе — «Размышления о движущей силе огня и о машинах, способных развивать эту силу», М., 1923; то же, в сборнике: «Второе начало термодинамики», М., 1934, с. 17—61)

## Память
В 1970 г. Международный астрономический союз присвоил имя Сади Карно кратеру на обратной стороне Луны.